# Wu-Tang Forever
Wu-Tang Forever é o segundo álbum de estúdio do grupo de rap estadunidense Wu-Tang Clan. Lançado no dia 3 de junho de 1997, é um album duplo, contendo 29 músicas.

## Lista de faixas

### Disco 1
1. Wu-Revolution
2. Reunited
3. For Heaven's Sake
4. Cash Still Rules/Scary Hours (Still Don't Nothing Move But The Money)
5. Visionz
6. As High as Wu-Tang Get
7. Severe Punishment
8. Older Gods
9. Maria
10. A Better Tomorrow
11. It's Yourz

### Disco 2
1. Intro
2. Triumph
3. Impossible
4. Little Ghetto Boys
5. Deadly Melody
6. The City
7. The Projects
8. Bells of War
9. The M.G.M.
10. Dog Shit
11. Duck Seazon
12. Hellz Wind Staff
13. Heaterz
14. Black Shampoo
15. Second Coming
16. The Closing
17. Sunshower
18. Projects (International Remix)